# Comuna de Gzy
Gzy (polaco: Gmina Gzy) é uma gminy (comuna) na Polónia, na voivodia de Mazóvia e no condado de Pułtuski. A sede do condado é a cidade de Gzy.
De acordo com os censos de 2004, a comuna tem 4110 habitantes, com uma densidade 39,4 hab/km².

## Área
Estende-se por uma área de 104,44 km², incluindo:
- área agricola: 88%
- área florestal: 7%

## Demografia
Dados de 30 de Junho 2004:
|                      | Total   | Total | Mulheres | Mulheres | Homens  | Homens |
| -------------------- | ------- | ----- | -------- | -------- | ------- | ------ |
|                      | pessoas | %     | pessoas  | %        | pessoas | %      |
| População            | 4110    | 100   | 2022     | 49,2     | 2088    | 50,8   |
| Densidade (pop./km²) | 39,4    | 100   | 19,4     | 19,4     | 20      | 20     |

De acordo com dados de 2002, o rendimento médio per capita ascendia a 1366,33 zł.

## Subdivisões
- Begno, Borza-Strumiany, Gotardy, Grochy-Imbrzyki, Grochy-Serwatki, Gzy, Gzy-Wisnowa, Kęsy-Wypychy, Kozłowo, Kozłówka, Łady-Krajęczyno, Mierzeniec, Nowe Borza, Nowe Przewodowo, Nowe Skaszewo, Ołdaki, Ostaszewo-Pańki, Ostaszewo Wielkie, Ostaszewo-Włuski, Pękowo, Porzowo, Przewodowo-Majorat, Przewodowo-Parcele, Przewodowo Poduchowne, Sisice, Skaszewo Włościańskie, Stare Grochy, Słończewo, Sulnikowo, Szyszki Włościańskie, Tąsewy, Wójty-Trojany, Zalesie, Żebry-Falbogi, Żebry-Wiatraki.

## Comunas vizinhas
- Gołymin-Ośrodek, Karniewo, Pułtusk, Sońsk, Świercze, Winnica